# خیابان گریت انکوتس

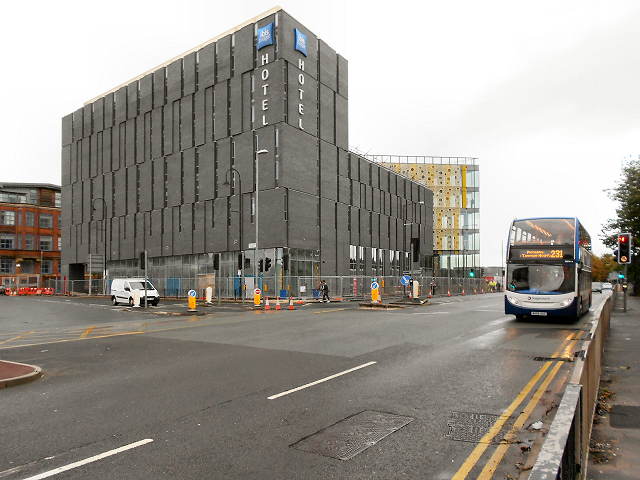
هتل ایبیس در خیابان گریت انکوتس

خیابان گریت انکوتس (به انگلیسی: Great Ancoats Street) خیابانی است در انکوتس در حومهٔ داخلی منچستر انگلستان. بیشتر قسمت‌های خیابان گریت انکوتس در اصل انکوتس لین نامیده می‌شد و محل انکوتس هال بود. این خیابان در سدهٔ نوزدهم از یک ناحیهٔ صنعتی پررونق عبور می‌کرد. این خیابان در نزدیکی کانال‌های اشتون و راچدیل بود. تعدادی کارخانه نخ‌ریسی در اوائل و میانهٔ عصر ویکتوریا ساخته شده که در نزدیکی این خیابان هستند. این ساختمان‌ها تبدیل به ساختمان‌های اداری و مسکونی شده‌اند که از میان این ساختمان‌ها می‌توان البیون میلز را نام برد. کارخانهٔ سنجاق سازی در تقاطع خیابان فرفیلد یک کارخانهٔ سنجاق سازی سدهٔ هیجدهمی بود که بعداً تبدیل به کارخانهٔ نخ‌ریسی با مالکیت جی و جی ثامپسون و کارخانهٔ رنگرزی و چاپ روی چلوار گردید. بنای فهرست شدهٔ درجهٔ دوی براونزفیلد میل در سال ۱۸۲۵ در این منطقه ساخته شد. در سال ۱۹۳۹ نیز بنای فهرست شدهٔ درجه دوی دیلی اکسپرس که طراح آن مهندس سر اوون ویلیامز بود در این خیابان بنا گردید.